# Marte Cormann
Marte Cormann (geboren 1956 in Düsseldorf) ist das eingetragene Pseudonym der deutschen Roman-, Sachbuch- und Drehbuchautorin Gabriele Gedatus-Cormann. Die Autorin hat ebenfalls unter dem Namen Liza Kent veröffentlicht.

## Leben
Marte Cormann wuchs in Düsseldorf auf. Nach dem Abitur trat sie unter ihrem bürgerlichen Namen in den allgemeinen Verwaltungsdienst ein und nahm dort bis zu ihrem Ausscheiden unterschiedliche Aufgaben und Positionen wahr.
Unter dem Pseudonym Marte Cormann veröffentlichte sie 1996 im Heyne-Verlag ihren ersten Roman „Der Club der grünen Witwen“, der für das Zweite Deutsche Fernsehen – ZDF – verfilmt wurde. Die Autorin schrieb auch das Drehbuch zum Fernsehfilm. Es folgten zahlreiche weitere Romane, Sachbücher sowie Drehbücher.
Marte Cormann ist verheiratet und lebt mit ihrer Familie in Meerbusch.

## Wirken
Marte Cormann veröffentlichte ihre Werke in erster Auflage im Print u. a. in den Buchverlagen Heyne und Piper. Digital sind ihre Romane als E-Books im Verlag dotbooks.de erhältlich.
Neben ihrer Tätigkeit als Buchautorin schrieb Marte Cormann Drehbücher. Dabei arbeitete sie mit den Produktionsfirmen Phoenix Film Karlheinz Brunnemann GmbH & Co. Produktions KG (Club der grünen Witwen), RheinFilm TV- und Medien-Produktionsgesellschaft mbH Köln (Baby für dich) und TV60 Filmproduktion (Tierisch verliebt) zusammen.
Sämtliche Werke von Marte Cormann werden von der Verlagsagentur Lianne Kolf in München betreut.
Initiativ gründete Marte Cormann gemeinsam mit elf weiteren Autorinnen im Mai 2003 die Vereinigung deutschsprachiger Liebesromanautorinnen und -autoren – DELIA. Bis 2007 nahm die Autorin für den schnell wachsenden Verein zahlreiche Aufgaben wahr u. a. bis 2005 als Sprecherin und 1. Vorsitzende sowie bis 2007 als Vorsitzende der Jury für den deutschsprachigen Liebesromanpreis sowie als Mitglied der Jury.

## Werke (Auswahl)
(Quelle: )
- Cappucinoküsse. dotbooks Verlag, Neuauflage 2023, E-Book, ISBN 978-3-95824-976-9 (E-Book)
- Bis der Tod euch scheidet, dotbooks Verlag, Neuauflage 2020, E-Book, ISBN 978-3-96148-882-7
- Sommerregenzauber, dotbooks Verlag, Neuauflage 2020, E-Book, ISBN 978-3-96148-883-4
- Sommergück und Liebeszauber, dotbooks Verlag, Neuauflage 2020, E-Book, ISBN 978-3-96148-879-7
- Frühlingsblütenherzen, dotbooks Verlag, Neuauflage 2020, E-Book, ISBN 978-3-96148-880-3
- Glückswolkenträume, dotbooks Verlag, Neuauflage 2020, E-Book, ISBN 978-3-96148-884-1
- Ein Buchclub zu Verlieben, dotbooks Verlag, Neuauflage 2020, E-Book, ISBN 978-3-96148-826-1
- Liebeszauber á la carte, dotbooks Verlag, Neuauflage 2020, E-Book, ISBN 978-3-96148-881-0

- Nebenbei die Liebe, Verlag: Heyne, 2005, ISBN 978-3-453-58005-3
- Wer braucht denn schon Liebe? Club Bertelsmann Original, 2002; Heyne, 2003, ISBN 3-453-86957-5
- Lieber gut geschminkt als vom Leben gezeichnet, Heyne, 2002, ISBN 3-453-19880-8
- Die Männerfängerin, Heyne, 2000, ISBN 3-453-17324-4
- Der Mann im Ohr, Heyne, 1999, ISBN 3-453-15313-8
- Brauchen starke Frauen Gott? Karrierefrauen zwischen Gottvertrauen und Gottlosigkeit. Mitautorin: Heike Gabernig. Piper, 1998, ISBN 3-492-22571-3
- Frauen al dente, Heyne, 1998, ISBN 3-453-13088-X
- Der Club der grünen Witwen, Heyne Verlag München, 1996, ISBN 3-453-11677-1

Werke unter Pseudonym Liza Kent:
- Verlieb dich nie nach Mitternacht, Moments, 2004, ISBN 3-937670-03-3
- Die Liebe der Zeitenwanderin, dotbooks Verlag, Neuauflage 2017, E-Book, ISBN 978-3-95824-961-5

### Drehbücher
(Quelle: )
- Der Club der grünen Witwen. Erstausstrahlung: 27. Mai 2001, ZDF
- Ein Baby für Dich. Erstausstrahlung: 6. Oktober 2004, ARD,
- Tierisch verliebt. Erstausstrahlung: 25. September 2009, ARD